# 100 Base-T
100 Base-T là phương pháp điều chế tín hiệu để có được tốc độ là 100 Mbps sử dụng cáp Twisted Pair. Phương pháp này có liên quan đến công nghệ Fast Ethernet. Ethernet là tập các quy tắc cho phép kết nối mạng LAN. Trước đây, khi kết nối mạng LAN, người ta chỉ đạt được băng thông là 10 Mbps (10 Base-T, 10 Base-5..). Đến năm 1995, IEEE đã phát triển các chuẩn này thành 100 Mbps và gọi là Fast Ethernet. Cùng một loại phương tiện truyền dẫn (media), có thể là UTP hoặc STP, tuy nhiên khi áp dụng các phương pháp khác nhau sẽ cho tốc độ khác nhau.
100 Base-T được IEEE giới thiệu vào năm 1995 và được đặt tên là 802.3u.